# DreaMule
DreaMule est un logiciel de partage de fichiers pair à pair basé sur eMule qui offre des fonctionnalités additionnelles par rapport à la version originale du programme.

## Généralités
Les auteurs sont brésiliens.
Le programme est un logiciel libre diffusé selon les termes de la licence libre GNU GPL. Il est disponible pour Windows.
DreaMule a une interface différente de la version originale d’eMule et il est possible de modifier son apparence à travers des skins, disponibles dans les forum du programme. Aussi ont été ajoutées des caractéristiques pour enlever des limitations du réseau. Tout comme  pour eMule, les réseaux eDonkey2000 et Kad sont utilisés.
Depuis la version 3.0, le programme dispose de la fonctionnalité Low2Low qui rend possible l’envoi de fichiers entre deux usagers avec Low ID. Cependant, ceci ne fonctionne qu'entre les usagers du programme.
Dans la version 3.2, le lecteur intégré a été remodelé pour être compatible avec une gamme encore plus grand nombre de formats, un nouvel aspect, le support des sous-titres et deux ou plusieurs canaux audio et encore plus de commande en plein écran.

## Principales caractéristiques
- Lecteur intégré de vidéos et de musiques.
- Lecteur de contenu des fichiers compressés.
- Interface graphique complètement refaite et avec support de skins.
- Détecteur de faux fichiers.
- Drapeaux d'identification du pays des utilisateurs en téléchargement et en émission.
- Historique de téléchargement terminés et annulés.
- Anti-leecher avancé pour défavoriser des utilisateurs qui font seulement du téléchargement.
- Recherche de fichiers rénovée avec des indicateurs.
- L’écran Mes Fichiers permet le choix du type et dispose d'un organisateur de musiques.
- Peut être caché rapidement avec une combinaison de touches.
- Planification automatique pour changer la vitesse en fonction du jour et de l'heure.
- Possibilité d'être bloqué avec mot de passe après minimisation.